# Johann von Arthold
Johann Edler von Arthold, avstrijski general, * 4. junij 1838, † 30. januar 1914.

## Življenjepis
Leta 1878 je bil zabeležen kot načelnik štaba 29. pehotne divizije.
Ob upokojitvi 1. marca 1894 je bil povišan v častnega podmaršala.

## Pregled vojaške kariere
Napredovanja
- generalmajor: 1. maj 1890 (retroaktivno z dnem 30. aprilom 1890)
- naslovni podmaršal: 1. marec 1894

## Dela
- Kurze Geschichte d. Infanterie-Regiments Prinz zu Sachsen-Coburg- Saalfeld Nr. 57 für den Gebrauch des Soldaten zum 200jährigen Regimentsjübiläum. (Dunaj: 1889).[3]